# Sabcé
Sabcé ist sowohl eine Gemeinde (französisch commune rurale) als auch ein dasselbe Gebiet umfassendes Departement im westafrikanischen Staat Burkina Faso, in der Region Centre-Nord und der Provinz Bam. Die Gemeinde hat in 22 Dörfern und acht Sektoren des Hauptorts 23.668 Einwohner.